# Maksym Dolhov
Maksym Dolhov (em ucraniano: Максим Едуардович Долгов; Zaporíjia, 16 de junho de 1996) é um saltador ucraniano.

## Carreira
Dolhov conquistou várias medalhas em diversos campeonatos europeus, incluindo a medalha de ouro no Campeonato Europeu de Esportes Aquáticos de 2016 na plataforma sincronizada masculina de 10 metros. Ele também competiu nos Jogos Olímpicos de Verão de 2016 no Rio de Janeiro, terminando em sexto lugar ao lado de com Oleksandr Horshkovozov no evento masculino de plataforma sincronizada de 10 metros.